# Stenomeris
Stenomeris Planch. – rodzaj wieloletnich, ziemnopączkowych pnączy z rodziny pochrzynowatych (Dioscoreaceae), obejmujący dwa gatunki: Stenomeris borneensis Oliv., występujący w Azji Południowo-Wschodniej, od zachodniej Malezji do Filipin oraz Stenomeris dioscoreifolia Planch., występujący na Filipinach.

## Morfologia
Morfologia tych roślin jest słabo poznana. Rośliny tworzą podziemne, wydłużone organy spichrzowe, bogate w skrobię. Pędy powietrzne skręcone w lewo. Liście naprzemianległe, całobrzegie, głównie sercowate. Kwiaty obupłciowe, 6-pręcikowe, szypułkowe, z podkwiatkami. Okwiat zrośnięty w rurkę. Owocem jest równowąska torebka.

## Systematyka
Według APW (aktualizowany system APG IV z 2016) rodzaj należy do rodziny pochrzynowatych (Dioscoreaceae), w rzędzie pochrzynowców (Dioscoreales) w obrębie kladu jednoliściennych (monocots).
W systemie Kubitzkiego zaliczany był do podrodziny Stenomeridoideae Dahlgren.